# روبرت کشیشیان
روبرت «روبر» کشیشیان (ارمنی: [] Error: {{Lang}}: فاقد متن (راهنما)؛ فرانسوی: Robert Kechichian‎؛ زادهٔ ۱۹۴۶) یک کارگردان، بازیگر و فیلم‌نامه‌نویس اهل ارمنستان-فرانسه است.

## گزیده فیلمشناسی
- آرام (کارگردان)
- تاکسی ۲
- بومارشه، گستاخ